# Thiago Martins
Thiago Martins (født 17. marts 1995) er en brasiliansk fodboldspiller.